# 布羅庫姆山
布羅庫姆山（英語：Mount Brocoum），是南極洲的山峰，位於帕爾默地，處於哥倫比亞山脈東部，在1974年由美國地質調查局繪入地圖，現時由南極條約體系管理。